# Chlodwig-Stele

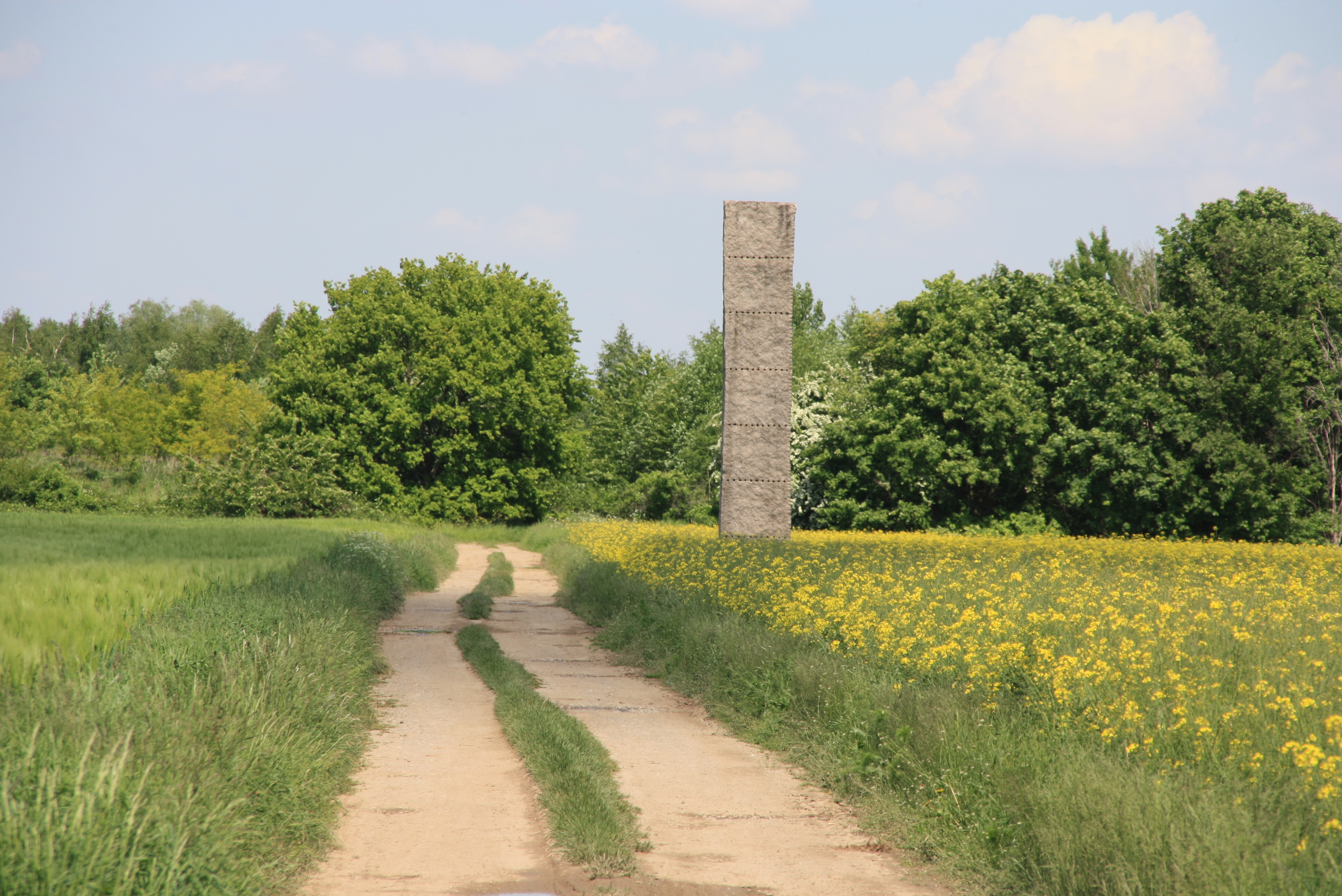
Die Chlodwig-Stele bei Zülpich-Langendorf

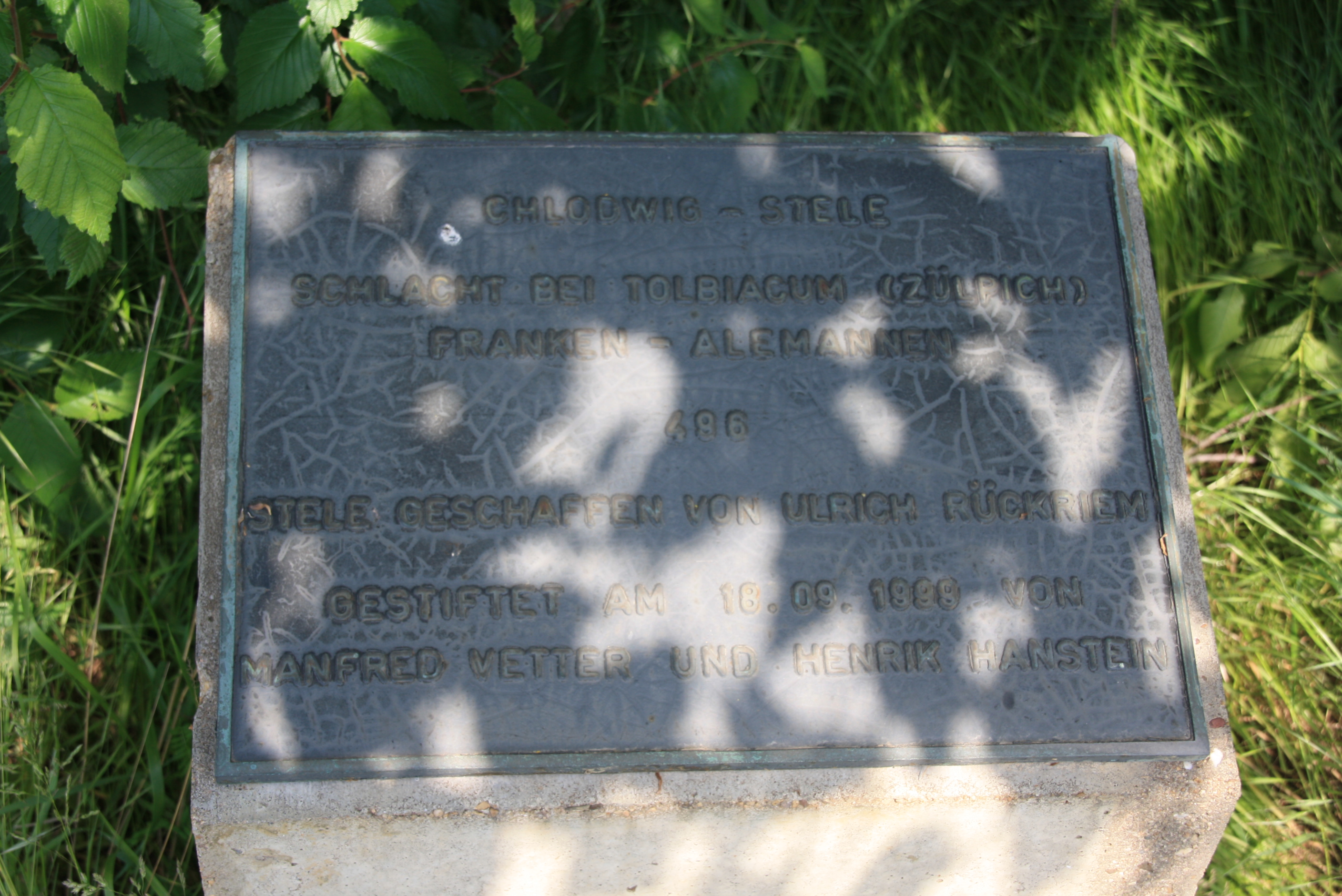
Tafel zur Chlodwig-Stele an der B 265 bei Zülpich-Langendorf

Die Chlodwig-Stele steht in der Feldgemarkung bei Langendorf, einem Stadtteil von Zülpich, Nordrhein-Westfalen. Die Stele steht etwa 200 m hinter dem Ort in Richtung Wollersheim nördlich der Bundesstraße 265.
Die Stele steht an der Stelle, an der 496 die Schlacht von Zülpich zwischen den Franken und Alemannen stattgefunden haben soll. In dieser Schlacht soll Chlodwig, der König der Franken, das Gelübde abgelegt haben, im Falle eines Sieges Christ zu werden.
Die Stele wurde im Jahre 1999 vom Künstler Ulrich Rückriem geschaffen, der ähnliche Stelen in Düren aufgestellt hat, die Rückriem-Stelen. Das Kunstwerk wurde von Henrik Hanstein von Haus Busch und Manfred Vetter von der Burg Langendorf der Stadt Zülpich geschenkt. 2001 wurde die Stele in die gemeinnützige Manfred-Vetter-Stiftung für Kunst und Kultur eingebracht. 